# Broadsides
Broadsides ("bordate" in inglese) è un videogioco di tattica in tempo reale ambientato sui mari dell'America nell'età napoleonica, in cui si deve controllare un veliero durante battaglie navali anche con arrembaggi. Sviluppato da Strategic Simulations, è uscito nel 1983 per Apple II e Atari 8-bit e nel 1984 per Commodore 64.

## Modalità di gioco
Il gioco consiste in un duello tattico tra due grandi velieri, giocatore contro computer o giocatore contro giocatore. Si possono selezionare numerose navi storiche appartenute a Francia, Inghilterra, Spagna e Stati Uniti, con proprietà differenti. Le caratteristiche delle navi si possono anche personalizzare completamente.
Si può scegliere inoltre una modalità arcade semplificata, con meno opzioni e comandi disponibili; su Apple II la modalità arcade in singolo permette anche di affrontare più navi nemiche in serie.
Durante la battaglia buona parte dello schermo mostra una visuale bidimensionale dall'alto del mare con le navi, in scala variabile a seconda della distanza tra le due. In basso vengono date informazioni su punteggi, orario e stato attuale del vento, mentre sulla destra vengono mostrati i dettagli sullo stato delle due navi, comprese le loro sagome, visibilmente sforacchiate man mano che subiscono danni.
Le navi si possono orientare in 12 possibili direzioni, come anche il vento, che ne influenza fortemente le capacità di movimento. I comandi impartibili dal giocatore includono ruotare il timone, cambiare velocità e tipo di velatura, sparare bordate con differenti gittate e tipi di munizioni (palle efficaci contro lo scafo, a grappolo contro l'equipaggio, catene contro le vele), mirando allo scafo o alle vele nemiche. I comandi richiedono del tempo per essere eseguiti, in misura maggiore per le navi più grandi.
Quando le navi sono abbastanza vicine si può optare per l'abbordaggio. In questo caso la schermata cambia e mostra in grande i ponti delle due navi con sopra le unità dell'equipaggio. Si può comandare all'intero equipaggio in mischia di avanzare, arretrare, lottare in maniera più aggressiva o difensiva, mentre si hanno altre opzioni per i cecchini. Si può riuscire anche a tagliare le funi per interrompere l'abbordaggio e ritornare alla schermata principale. La scelta tattica tra cercare l'abbordaggio o la battaglia a distanza dipende dalle condizioni della nave e dell'equipaggio, ad esempio una nave molto danneggiata ma con equipaggio ancora numeroso ha più speranze di vittoria con l'abbordaggio.